# Thomas Le Fournier
Pour les articles homonymes, voir Fournier.
Thomas Le Fournier, né le 28 août 1675 à Dieppe et mort le 18 décembre 1743 à Marseille, est un religieux et historien français.

## Biographie
D’une famille d’anciens trésoriers de France, du bureau des finances de la généralité de Rouen, les parents de Le Fournier s’établirent à Marseille. Quelques années après, le jeune Thomas y prit l’habit des religieux de Saint-Victor.
Initié aux devoirs de sa nouvelle vie, l’abbé Le Fournier les remplit avec une âme pleine de foi et un esprit supérieur. La cellule, les archives et le chœur du monastère partageaient ses gouts et réglaient ses moments. Dans la cellule, il priait et méditait ; aux archives, il compulsait, étudiait et copiait les innombrables chartes dont il avait la garde ; à l’église, assidu à tous les exercices, il édifiait ses frères par sa tenue respectueuse et la récitation de l’office divin.
Les jeunes fondateurs de l’Académie de Marseille ayant entendu parler de ses recherches sur l’histoire ecclésiastique, ils l’invitèrent à consolider leur corps par la communication de ses travaux. Une fois admis à l’Académie, Le Fournier, qui unissait les qualités d’homme de lettres et d’homme poli communiqua volontiers le fruit de ses études à ses confrères.
Son état, ses vertus et ses qualités le firent nommer directeur au commencement de 1726, alors que l’Académie se formait et qu’on allait en poursuivre l’approbation royale. Assidu aux séances, il les enrichit d’importantes lectures. Aimable dans ses entretiens comme ses rapports, ses dissertations étaient marquées au coin d’une forte érudition.
L’abbé Jean-Jacques Barthélemy aimait et vénérait Le Fournier : « J’allais par intervalles à Marseille, dit-il dans ses Mémoires, revoir quelques membres de l’Académie avec lesquels j’avais des relations ; de ce nombre était l’abbé Le Fournier, aussi distingué par ses vertus que par ses connaissances dans l’histoire du Moyen Âge ; il avait fourni beaucoup de notes instructives au Gallia Christiana et au Supplément que l’abbé Carpentier a donné du Dictionnaire de Ducange ».
Aucune de ces productions n’a été imprimée. Alors qu’il avait su inciter ses confrères à publier leurs œuvres, il tint constamment, malgré les prières de ceux-ci, à laisser dans l’ombre les siennes qui furent perdues, dont une dissertation sur l’ancienne bibliothèque de Saint-Victor ; un discours sur sainte Arcotamie, veuve de Marseille ; une dissertation sur saint Défendant ; ses notes concernant une Dissertation de M. de Saint-Quentin sur l’Évêque Léonce, à qui Cassien adressa quelques conférences ; ses réflexions sur la situation de Marseille, du temps de César. Les archives de la préfecture des Bouches-du-Rhône conservent quelques-uns de ses manuscrits.

## Sources
- Louis-Toussaint Dassy, L’Académie de Marseille : ses origines, ses publications, ses archives, ses membres, t. 3, Marseille, Barlatier-Feissat, 1877, p. 83-5.